# Simargl

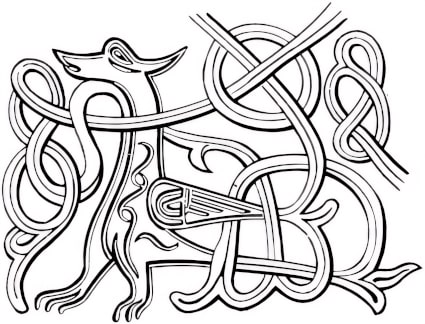
En avbildning av Simargl från ett armband från 1100- eller 1200-talet.

Simargl eller Semargl (fornslaviska: Семарьглъ, Симарьглъ, kyrilliska: Симаргл eller Семаргл) är en fornslavisk hednisk gud med oklar funktion, och ingick i furst Vladimirs pantheon. Enligt vissa forskare en halvgud, möjligen en budbärare mellan de himmelska och jordiska världarna, som hans hypotetiska persiska förebild Simurg. Enligt Rybakov är han beskyddare av frön, rötter och växtlighet.
Inom nyhedendomen förekommer han ofta som eldgud och jämförs med den hinduiske guden Agni.

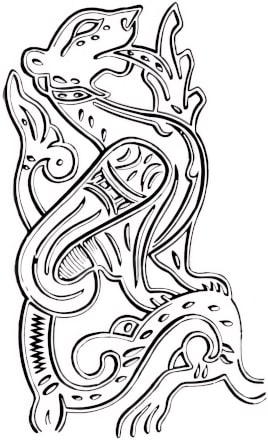
Simargl avbildade på ett armband från 1100- eller 1200-talet.

## Namnets etymologi och gudomens funktion
Denne guds funktion och ordet Simargls betydelse är fortfarande inte helt utrett. Man vet inte ens om det är en eller två gudar eftersom hans namn skrivs på olika sätt i många fornkyrkoslaviska handskrifter: Simargl, Semargl, och ibland är uppdelat i två namn Sima och Regla. Det vittnar om att de som skrev av handskrifterna inte förstod vad det var för namn och vilken gudom det motsvarade.

### Namnets etymologi
1933 föreslog Trever att gudomen var inlånad från den persiska mytologin. Det persiska ordet ’Sīmurg’ (kyrilliska: Симург ’Simurg’) betecknar en gripliknande sagofågel, som betraktas som en gudom. Senmurv (kyrilliska: Сэнмурв) är ett hybridväsen som är till hälften hund och till hälften fågel, och förekommer i persisk muntlig tradition och konst. Det anses att fågeln Simurg härstammar från Senmurv. Då Safavid-dynastin härskade på 1500-1700-talet var Simurg Persiens symbol.
Men i slutet av 1990-talet kritiserades denna uppfattning av Vasiljev, som fann en mängd svagheter. För det första ansåg han att inlåningen av den persiska bevingade hunden var obestyrkt, och inte bara till Rus utan även till de områden som gränsar till den persiska världen, där detta väsen rent teoretiskt kunnat bli inlånad av ruserna. För det andra, även om detta väsen på något vis anammats finns inga bevis för ett sådant mytologiskt väsen som en bevingad hund hos slaverna. På de avbildningar där Rybakov hittade bevingade hundar ser Vasiljev antingen drakar av romanskt ursprung eller blandade morfologiska väsen.
Zabelin menade att Sim och Regl var assyriska ord och betecknade elddyrkan. Dessa gudar var inlånade av ruserna från invånarna vid Bosporen och södra Svarta havet. Sim och Regl är kända genom den forngrekiska inskriptionen av kungadömet Pontos drottning Komosarija (II eller III århundradet före vår tidräkning), upptäckt i forntida Tmutorokan på Tamanhalvön.
Slutligen kan ordet Simargl tolkas som Semi-Jarilo (kyrilliska: Семи-Ярило) om man utgår ifrån och avser avgudabilden Jarilo med sju huvuden.

### Gudomens funktion

#### Såddens beskyddare
Rybakov lutar åt det koncept som Trever föreslår, det vill säga att gudomen var inlånad från den persiska mytologin (persiska 'Sīmurg' som betecknar en gripliknande sagofågel, eller ett hybridväsen som är till hälften hund och till hälften fågel). Rybakov försökte definiera Simargls maktsfär utifrån det man känner till om Simurg, som den siste i persisk mytologi som beskyddar Världsträdet, och som har alla växters frön. Därför utnämnde han Simargl till gud över frön, groddar och växternas rötter; beskyddare av rotskott och grönska. Och i en vidare betydelse – en symbol för det godas rustning. Han är en medlare mellan himlens och jordens högsta gudom, hans sändebud. Sålunda ansåg Rybakov att Simargl såg ut som en ’hundfågel’ eller en grip. Bevingade hundar omgivna av växtornament var ett mycket vanligt förekommande tema inom rusisk konst under 1000-1100-talet. Arkeologerna har hittat armband och örhängen formade som bevingade hundar; till och med på porten till en av kyrkorna i Suzdal fanns dessa mytiska väsen graverade. Avbildningen av Simargl omgiven av växtlighet var uppenbarligen förbundet med hans grundläggande funktion. Man kan säga att Simargl betraktades som växtlighetens gudom av våra förfäder och avbildades som en ’hund-fågel’ eller en ’bevingad hund’, dvs betraktades som ett mellanting mellan himmel och jord. Sålunda kan man jämföra honom med indiska Agni och anta att Simargl hade en ”högre funktion”, liksom Agnis primära funktion – att förmedla mellan människor och gudar.
Längre fram ersätts enligt många forskare namnet Simargl av namnet Pereplut. Om detta skriver till exempel Rybakov:
'Senare började Simargl kallas Perplut. Han var förknippad med växternas rötter. Kulten av Simargl och Pereplut är intimt förknippad med vattennymferna och firas till vattenandarnas och vattennymfernas ära. Vattennymferna eller vattenandarna avbildas som sirener, vackra bevingade fågelflickor, gudinnor som bevattnar åkrarna med regn eller fuktiga morgondimmor.'
Av intresse är ett armband i Tverskojskatten från 1906 där, förutom dansen till Perpluts ära, en offerscen till Simargl-Pereplut avbildas. En flicka i lång mönstrad blus och med utslaget hår överräcker en bägare till en avbildad bevingad hund. Hunden Simargl är utskuren ur ett träd som växer på marken (dess rötter syns) och är kraftigt böjt. Det är uppenbart att ciselören inte avbildade ett djur utan en djurskulptur, avgudabilden Simargl-Pereplut. Iljinskij tolkar Pereplut som en gud för överflöd och rikedom, så att han helt och hållet motsvarar Simargls funktion.
Men denna hypotes övertygar inte Ivanov och Toporov:
’Pereplut (kyrilliska: Переплуть, från ryskans плут, плутать или переплыть plut, plutat eller pereplyt och betyder ’skälm’, ’irra omkring’ eller ’segla över’, om det syftar på sjöfart) är en östslavisk gud, som omnämns tillsammans med bereginjer i predikningar mot hedendomen. Enligt Pizani en östslavisk motsvarighet till Dionysos. Uppgifterna om Pereplut är inte tillräckliga för en exakt definition av hans funktion. Ett samband med de baltiska gudarna Porenut, Porevit och tabubelagda namn som kan härledas från ’’Peru’’ (Perun) är inte uteslutet. Enligt vår åsikt finns det ingen anledning att räkna Pereplut som en gud.’

## Simargl i den fornslaviska pantheonen
Framträdandet av den förmodat persiske gudomen Smiragl (och även Chors) i den av furst Vladimir skapade pantheonen med slaviska gudar kort före kristnande av Rus berodde enligt forskarna (Rybakov och anhängarna av hans rekonstruktion) på den historiska situationen i Kiev på 900-talet. Då var en stor del av Kievs invånare khazarer, judar, sarmater och alaner, dvs av persiskt ursprung. Staden var tredelad, likt de fornasiatiska städerna med deras indelning i citadell, en inre stad och en handels- och hantverksförstad.

Under 900-talets andra hälft då furst Vladimir härskade, betraktade khazarerna fortfarande Kiev som Khazarkanatets yttersta förpost i väst. Medan kanatet fortfarande var i sin fulla kraft kunde Vladimir inte räkna med den del av befolkningen som hade östligt ursprung. Under dessa betingelser var det ett viktigt politiskt drag att inkludera Simargl och Chors i kretsen av Vladimirs gudar. Dessutom hade Vladimir år 980, när han med våld erövrade storfurstetronen, dräpt den rättmätige fursten, sin bror Jaropolk, och behövde därför konsolidera sin makt i hela riket och vinna den östslaviska befolkningens sympati, och utan stöd av Kievs befolkning skulle det vara svårt att behålla huvudstaden. Därför tillkännagav Vladimir att furste- och hirdbeskyddaren Perun var Rus högste gud, och därjämte inrättade han en allmän tillbedjan av de gudar, som var mer vördade av den lokala befolkningen. Å ena sidan placerade Vladimir dessa gudar under Perun, men å andra sidan erkände han dem och inkluderade dem i pantheonen.

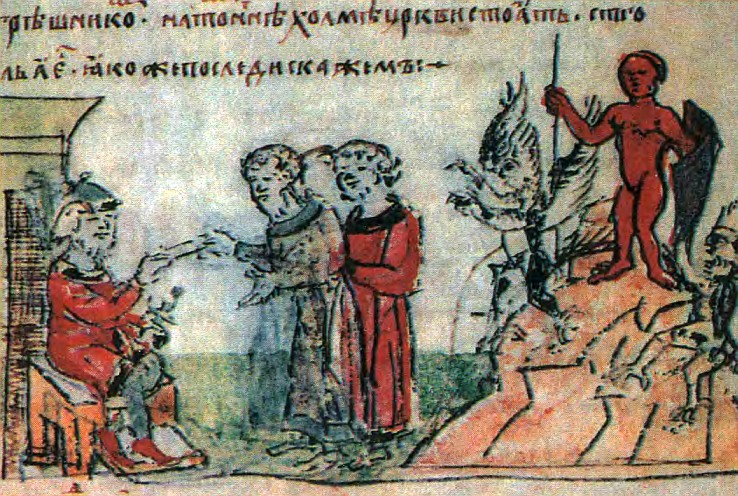
Vladimirs pantheon avbildad i en gammal anteckningsbok

Simargl omnämns i krönikeberättelsen om furst Vladimirs så kallade hedniska reform, då han ställde upp de sex viktigaste avgudabilderna i Kiev:
| ”                             | Och Vladimir började härska som ensam furste i Kiev och han ställde upp avgudar på en kulle utanför slottsborgen: Perun av trä, men med huvud av silver och skägg av guld, och Chors, Dazjbog, Stribog och Simargla samt Mokosj. | „ |
| – Nestorskrönikan, cirka 1113 | |   |